# Didymeles madagascariensis
Didymeles madagascariensis är en tvåhjärtbladig växtart som beskrevs av Carl Ludwig von Willdenow. Didymeles madagascariensis ingår i släktet Didymeles och familjen Didymelaceae. Inga underarter finns listade i Catalogue of Life.